# Girardethaus (Düsseldorf)

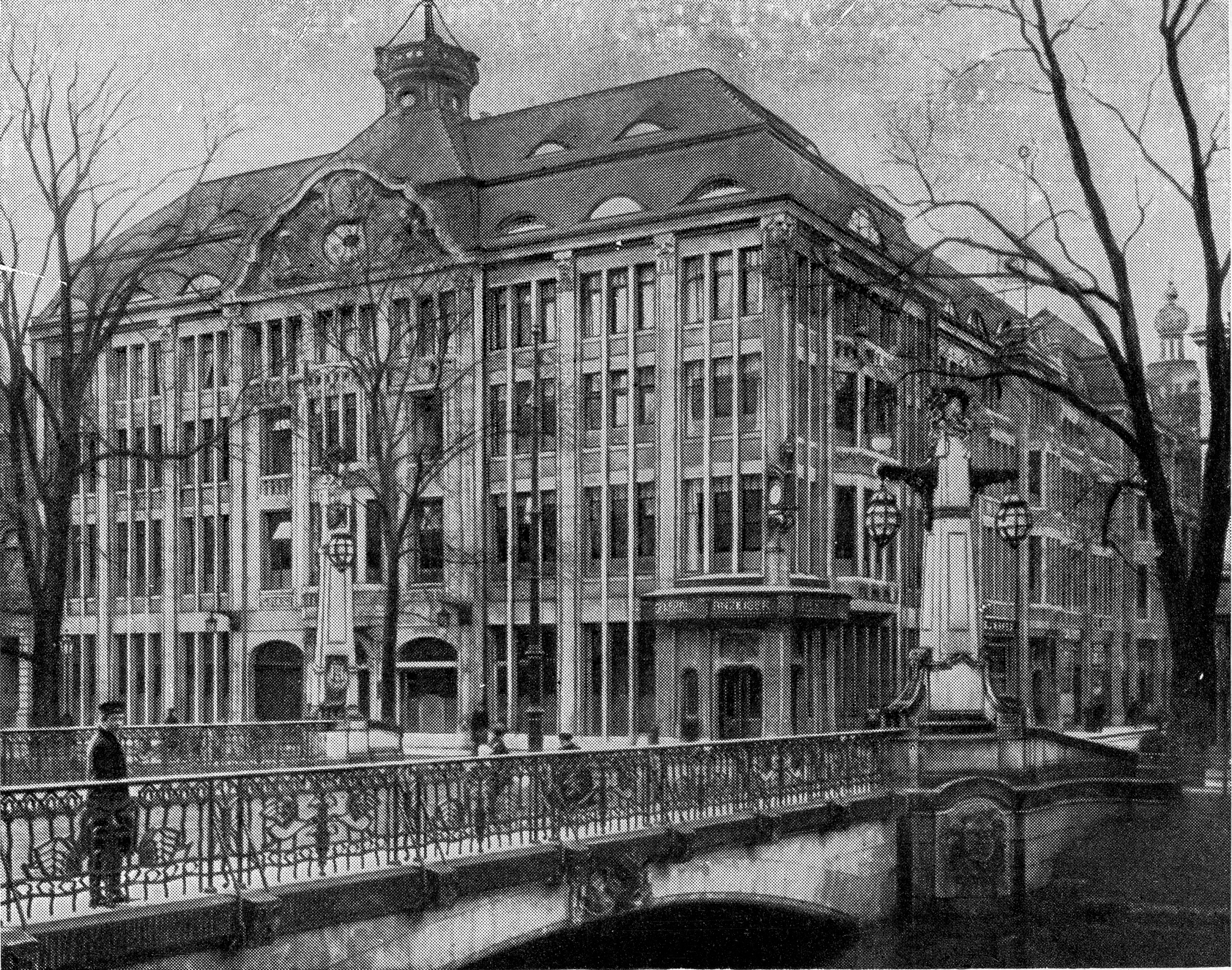
Girardethaus, Königsallee, 1909

Das Girardethaus, Königsallee 27–31 in Düsseldorf, wurde vom Herbst 1905 bis zum Frühjahr 1909 nach Entwürfen von Hermann vom Endt für den „Girardet-Verlag“, unter dem Herausgeber Paul Girardet der Tageszeitung Düsseldorfer Nachrichten, im Monumentalstil der Reformarchitektur mit reduzierten barockisierenden Bauformen erbaut.

## Beschreibung
Das Gebäude steht auf einem Eckgrundstück an der Königsallee und der Trinkausstraße (vormals Grabenstraße). Die Straßenfronten sind ganz in eine von „durchschießenden Pfeilern durchgesetzte Fensterarchitektur aufgelöst“.
Ursprünglich war die Mittelachse architektonisch besonders ausgestaltet. Dort befand sich ein Portal, das von zwei weiten Segmentgiebeln flankiert wurde. Darüber erhob sich ein zweigeschossiger Erker. Dieser war mit fünf langen, schmalen Fenstern geschmückt. Im dritten Obergeschoss passte sich die Fensteranordnung der übrigen Dreiteilung der Fassade an. In der Dachgeschosszone zeigte sich ein monumentaler Giebel mit reduzierten, barockisierenden Bauformen. Er nahm die ganze Breite der Mittelachse ein. 
Die Fassaden sind mit hellgrauem bayerischen Muschelkalkstein verblendet. Die Bildhauerarbeiten wurden im figürlichen Teil von dem Düsseldorfer Bildhauer Albert Pehle, im ornamentalen Teil vom Bildhauer H. Stader gefertigt. Das Vordach des Geschäftseingangs und die Uhr darüber wurden von der Bronzegießerei Bernhard Förster angefertigt.
Zwischen 1908 und 1913 war in dem an der damaligen Grabenstraße 19–25 befindlichen Flügel des Girardethauses das Königliche Amtsgericht Düsseldorf untergebracht.
Das Gebäude wurde im Laufe der Zeit stark verändert. Seit 1984 steht es unter Denkmalschutz. 2023 zog die letzte verbliebene Lokalredaktion des Düsseldorf Express aus. Heute befinden sich im Erdgeschoss Galerien, Boutiquen und ein Nachtclub, welche sich auch teils den dem offenen Innenhof nutzen. 

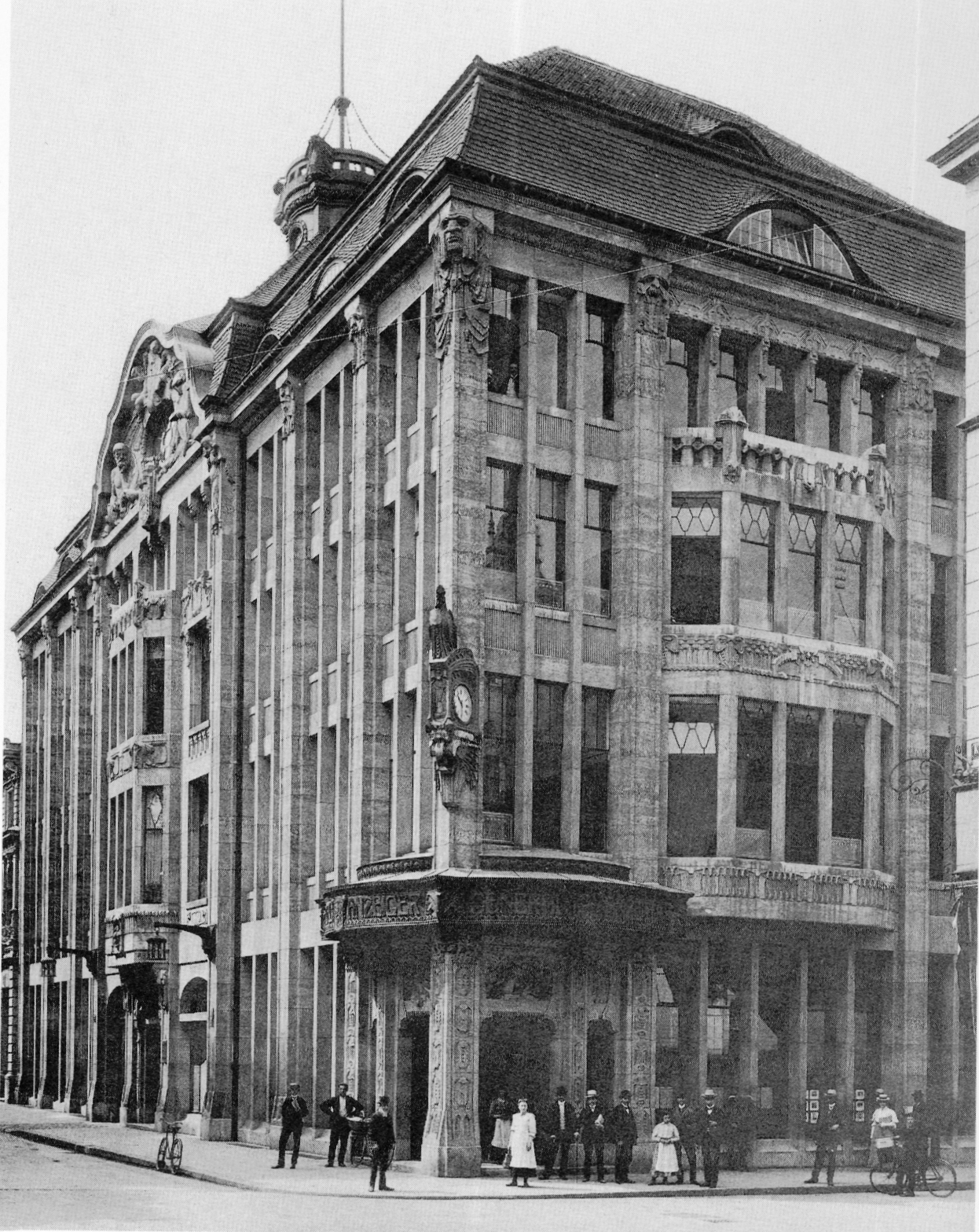
Girardethaus, Ecke zur Grabenstraße, 1909
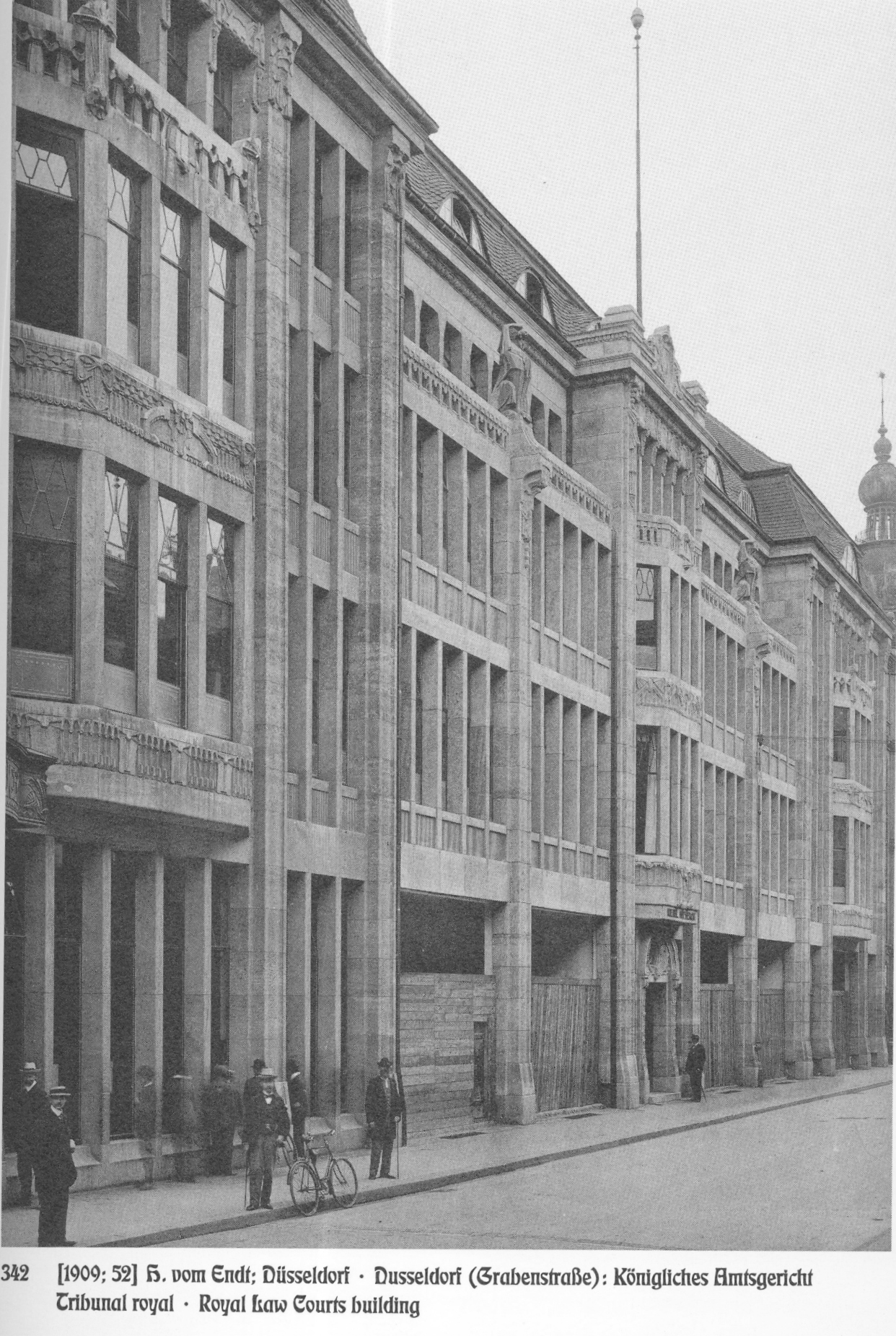
Königliches Amtsgericht, Grabenstraße
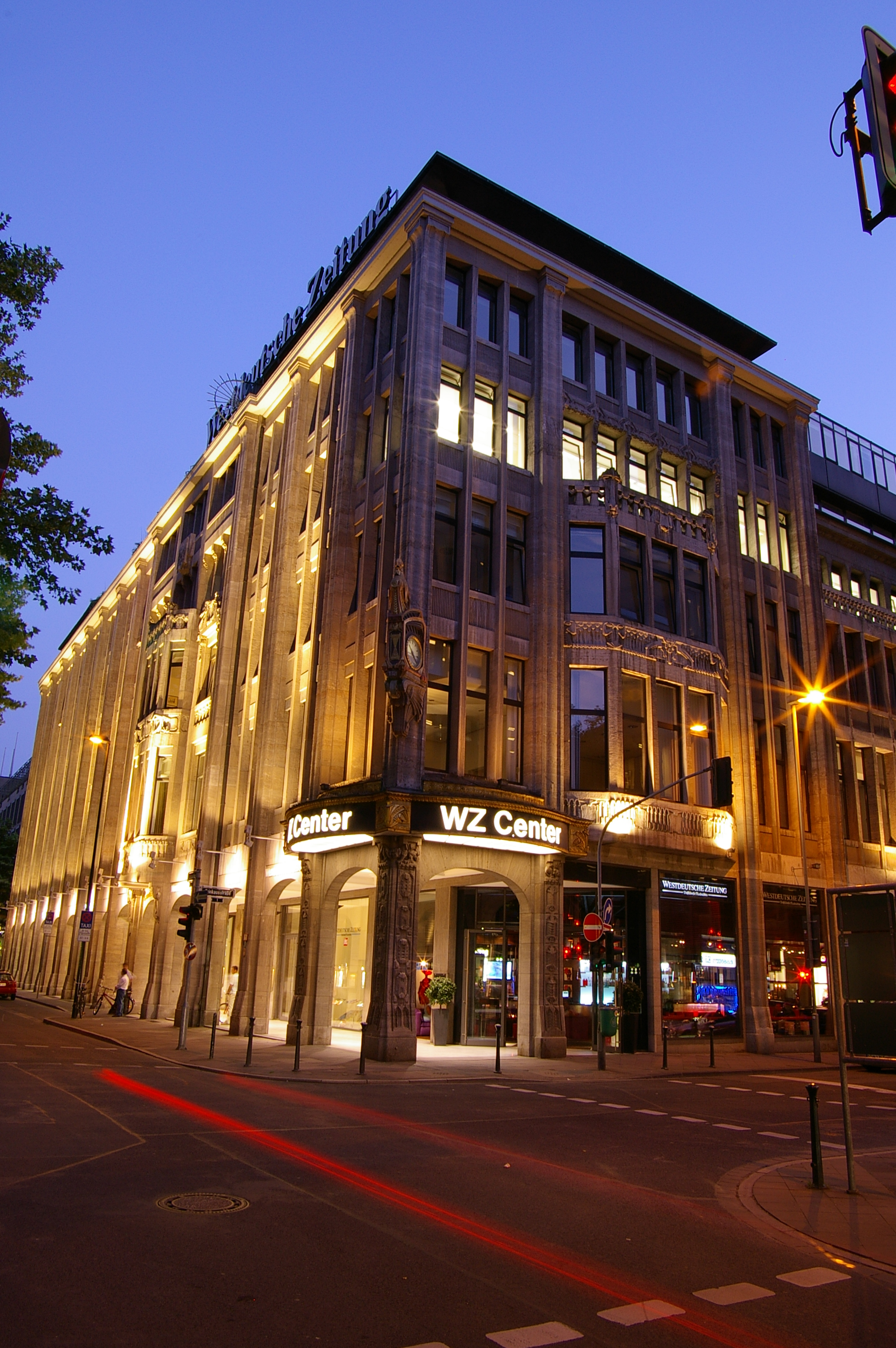
Verlagsgebäude an der Düsseldorfer Königsallee
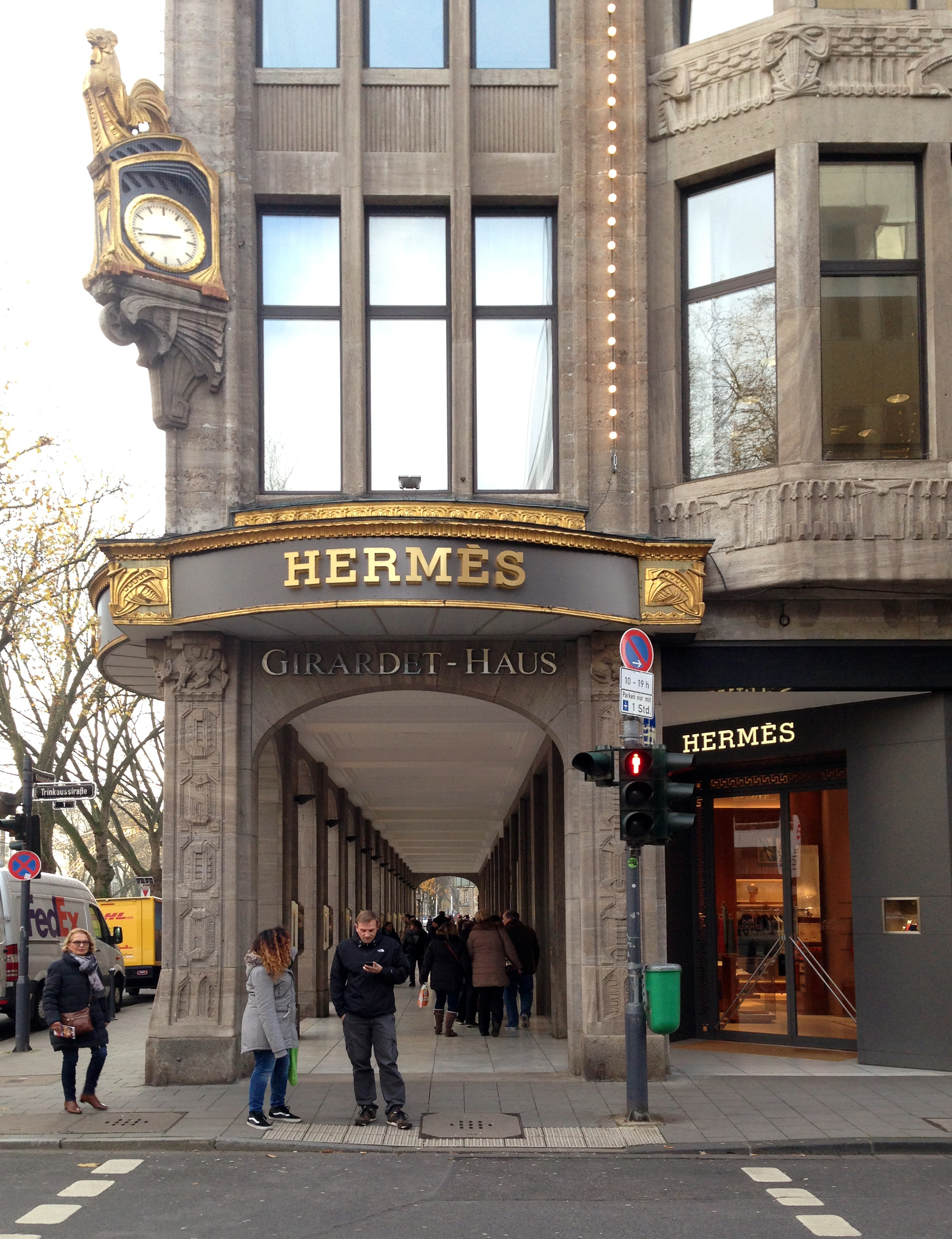
Girardethaus mit Hermès Boutique, 2017